# 休克尔法则
休克尔法则是有機化學的经验規則。它是指當闭合环状平面型的共轭多烯（輪烯）分子有4n+2個π电子時，具有芳香性。
例如，苯、18-轮烯具有芳香性，而环丁二烯和环辛四烯不具有芳香性。10-轮烯不具有芳香性，因为所有参与共轭的碳原子不都在同一平面上。

苯是最常见的芳香化合物，有6个（4n+2，n=1）π电子。

该法则的量子力学基础在1931年由物理化学家埃里希·休克尔（Erich Hückel）公式化并提出。4n+2规则的简洁表述在1951年由冯·多林（von Doering）提出，虽然几个作者当时同时使用了这种表达方式。
如果一种环状化合物的π电子数目等于4n+2（n为任意自然数），那么它就符合休克尔法则。然而，目前只在n的数值为0到6的分子中找到明显的例子。休克尔法则最早建立在休克尔分子轨道法的基础上，尽管考虑二维势箱中的粒子模型，原子轨道线性组合 和PPP方法（Pariser–Parr–Pople）也能证明这一点。
芳香族化合物稳定性比通过烯烃的氢化热估算的结果高得多。额外的稳定性是因为电子的离域，也称共振能。对于简单芳香烃判断标准如下： 
1. 符合休克尔法则，离域的p轨道电子云中有4n+2个电子；
2. 碳环骨架在同一平面内；
3. 环上每一个原子都有p轨道或孤对电子参与电子雲的离域。

## 改进
休克尔法则不适用于许多含三个以上环的稠环芳烃体系。例如，芘含有16个离域电子（8个键），蒄含有24个离域电子（12个键）。尽管这些稠环化合物不符合4n+2规律，但它们都具有芳香性。事实上，休克尔法则只能在单环体系下被理论证明。

## 三维规则
在2000年，安德烈亞斯·希爾施（Andreas Hirsch）以及他的同事在德国埃尔朗根研究出了如何判定富勒烯在什么情况下具有芳香性。他们发现，当一个富勒烯分子含有2(n+1)2个π电子（n为大于等于0的整数）的时候，这个分子会呈现芳香性的特征。这个理论是由芳香性的富勒烯的必须有二十面体的结构特征，且电子轨道必须填满的事实推定的。而这个事实当且仅当这个分子有2(n+1)2个电子的时候才成立。比如说一个特别的例子：有着60个π电子的C60（足球烯）不具有芳香性，因为60除以2等于30，而30并不是一个完全平方数。